# The Glass Changes Shape
The Glass Changes Shape ist ein Musikalbum von John Butcher / Florian Stoffner und Chris Corsano. Die am 16. September 2023 im Loft in Köln entstandenen Aufnahmen erschienen am 4. Oktober 2024 auf Relative Pitch Records.

## Hintergrund
Der britische Saxophonist John Butcher pflegt ein Netzwerk gleichgesinnter Mitmusiker weltweit, mit denen er gelegentlich bis regelmäßig in Kontakt tritt, notierte John Sharpe. Zu nennen sind in den letzten Jahren Sophie Agnel, Dominic Lash (Fathom), Thomas Lehn/John Tilbury (Lights), Luigi Marino/Mark Wastell (Parallel Streams), Hannah Marshall, Magda Mayas und Pat Thomas (Unlockings). Hierzu zählt auch das im Mai 2022 gegründete Trio mit dem amerikanischen Schlagzeuger Chris Corsano und dem Schweizer Gitarristen Florian Stoffner, das 2023 das bei seiner ersten Tournee durch die Schweiz entstandene Album Braids vorlegte. Die neun Stücke auf The Glass Changes Shape entstanden bei einem Live-Auftritt im Kölner Veranstaltungsort und Tonstudio Loft.

## Titelliste
- John Butcher / Florian Stoffner / Chris Corsano: The Glass Changes Shape (Relative Pitch Records RPR1207)[2]

1. The Necessary Temperament 3:55
2. Territorial Songbirds 6:17
3. Terminal Buzz 7:43
4. Wrinkled Shuffle 5:16
5. Hidden Bell 12:17
6. Disaster Laugh 3:23
7. Gentle Wiring 3:09
8. Homer’s Lizard 6:42
9. Mid-Signal 4:46

Die Kompositionen stammen von John Butcher, Florian Stoffner und Chris Corsano.

## Rezeption
Nach Ansicht von John Sharpe, der das Album in All About Jazz rezensierte, hat jeder der drei Musiker eine unverwechselbare, individuelle Stimme. Butcher würde eine erstaunliche Beherrschung von Klangfarbe und Multiphonics mit einem wohlüberlegten Einsatz konventionellen Vokabulars verbinden, wobei die Phrasierung manchmal so gekonnt sei, dass sie Melodie suggeriere. Corsano, ein weiterer Meister dieses Idioms, lege ein stotterndes Raster aus gedämpften Klängen aus, die Bewegung suggerieren, ohne auf Takt zurückzugreifen. Stoffner, vielleicht der unbekannteste der drei, würde seinen Platz in der schnelllebigen Gesellschaft mehr als genug rechtfertigen. Seine ansprechende Mischung aus harten, kieseligen Picks, prallen, anschwellenden Tönen und sorgfältig kontrolliertem Feedback schaffe es, gleichzeitig unvorhersehbar und treffsicher zu sein.
Dies sei eine Zusammenkunft, die mal zurückhaltend, mal intensiv, mal bedrohlich, aber immer ausdrucksstark klinge. Technik sei im Überfluss vorhanden, werde aber ganz in den Dienst der musikalischen Absicht gestellt.